# Julio Furch
Julio César Furch, mais conhecido como Julio Furch (Winifreda, 29 de julho de 1989), é um futebolista argentino que atua como centroavante. Atualmente joga pelo Banfield.

## Carreira

### Início
Iniciou sua carreira aos 5 anos no Clube Social e Desportivo Winifreda, onde permaneceu até aos 10 anos. Em seguida, mudou-se para o Club Deportivo Mac Allister da cidade de Santa Rosa e aos 15 anos voltou a jogar nas categorias de base do Deportivo Winifreda. Quando Alfredo Sauro assumiu a direção técnica do clube em 2006, promoveu o Furch à equipe principal que acabava de conquistar a promoção à Primera División A da Liga Cultural de Futebol.
Com o Desportivo Winifreda, conquistou vitórias importantes, participou do Torneio Provincial e foi artilheiro do campeonato duas vezes. Em 2008, foi jogar como reforço do Club Atlético All Boys de Santa Rosa no Torneo Argentino C, mas disputou apenas algumas partidas e então decidiu voltar para Winifreda para estudar Administração de Empresas Agrícolas.
No início de 2009, assinou um contrato com o Olimpo. Após se destacar nas categorias de base, foi promovido ao time profissional pelo treinador Omar De Felippe.

### Olimpo
Em 8 de maio de 2010, estreou pelo Olimpo de Bahía Blanca na derrota para o Independiente Rivadavia na penúltima data do Primeira Nacional B de 2009-10, entrando aos 83 minutos. Naquela temporada, o Olimpo sagrou-se campeão, conseguindo a promoção ao Campeonato Argentino de 2010–11. No dia 24 de outubro, marcou seu primeiro gol como jogador profissional contra o Tigre.

### San Lorenzo
Em 22 de julho de 2012, Julio Furch foi transferido para o San Lorenzo, onde depois foi afastado pelo treinador Juan Antonio Pizzi no final do ano.

### Arsenal de Sarandí
No dia 4 de janeiro de 2013, foi anunciada a transferência de Julio Furch ao Arsenal de Sarandí. Jogou sua primeira partida em uma competição continental em 26 de fevereiro de 2013, em uma partida da Libertadores contra o Atlético Mineiro, ele marcou um gol e o Arsenal perdeu por 2–5. Em outubro, ele conquistou a Copa Argentina de 2012–13 ao derrotar seu ex-time, o San Lorenzo, na final por 3– 0.

### Belgrano
No dia 9 de agosto de 2014, chegou ao Belgrano como reforço para a disputa do Torneio Inicial. Marcou 8 gols em 18 jogos e foi o artilheiro da equipe, tendo atuação marcante na última partida do torneio contra o Independiente, quando marcou um hat-trick.

### Veracruz
Em 28 de dezembro de 2014, foi anunciada a transferência de Julio Furch para o clube mexicano Veracruz.

### Santos Laguna
Em 24 de novembro de 2016, tornou-se o primeiro reforço do Santos Laguna para o Clausura 2017.

### Atlas

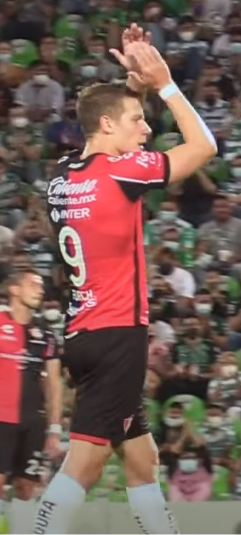
Julio Furch em uma partida do Atlas em 2021.

No dia 8 de dezembro de 2020, foi oficializada a contratação de Julio Furch pelo Atlas, por um contrato de dois anos. Furch virou ídolo no Atlas por ter ajudado e marcado, na disputa de pênaltis, o gol que, em 2021, rendeu o título do Apertura no Campeonato Mexicano, título no qual o time não vencia há 70 anos.

### Santos
No dia 12 de julho de 2023, o Santos oficializou a contratação de Julio Furch, assinando um contrato de dois anos com o clube. Fez sua estreia no dia 29 de julho, entrando como substituto de Lucas Lima em uma derrota fora de casa por 1–0 para o Fluminense, pelo Campeonato Brasileiro. Fez seu primeiro gol pelo Santos no dia 20 de agosto, marcando o gol da virada em uma vitória em casa por 2–1 sobre o Grêmio.
No ano seguinte, Furch alternou bons e maus momentos na Série B de 2024 sob o comando de Fábio Carille.
Em 2025, desde a chegada do técnico Pedro Caixinha, passou a treinar separado do elenco principal. Em junho do mesmo ano, pediu a rescisão de contrato.

### Banfield
Em 17 de julho de 2025, Furch foi anunciado pelo Banfield, da Argentina, firmando um contrato até dezembro de 2026. De acordo com a mídia argentina, os contatos do jogador com o clube bonaerense já vinham de mais de um mês.

## Estilo de jogo
Centroavante de 1,89m, Julio Furch se destacou por ser forte fisicamente e ter bom desempenho em jogadas de bolas aéreas. Apesar de não conseguir ser tão veloz, quando tem a bola nos pés é difícil de ser desarmado por saber protegê-la muito bem.

## Vida pessoal
Durante a Primeira Guerra Mundial, os bisavós de Julio Furch fugiram da Alemanha e se refugiaram na Argentina no início do século XX. Seu apelido, "El Emperador", foi dado a ele pelos torcedores do Olimpo quando começou a fazer gols, o motivo disso é porque seu nome é o mesmo de Júlio César, governante da República Romana.
Nascido na Argentina, Julio Furch manifestou interesse em representar a Seleção Mexicana em outubro de 2018, dizendo que "gostaria de vestir" a camisa da seleção.

## Estatísticas
Atualizado até 26 de dezembro de 2023.

### Clubes
| Equipe             | Temporada         | Campeonato nacional | Campeonato nacional | Campeonato nacional | Copa nacional[a] | Copa nacional[a] | Copa nacional[a] | Competições continentais[b] | Competições continentais[b] | Competições continentais[b] | Outros torneios[c] | Outros torneios[c] | Outros torneios[c] | Total | Total | Total   |
| Equipe             | Temporada         | Jogos               | Gols                | Assist.             | Jogos            | Gols             | Assist.          | Jogos                       | Gols                        | Assist.                     | Jogos              | Gols               | Assist.            | Jogos | Gols  | Assist. |
| ------------------ | ----------------- | ------------------- | ------------------- | ------------------- | ---------------- | ---------------- | ---------------- | --------------------------- | --------------------------- | --------------------------- | ------------------ | ------------------ | ------------------ | ----- | ----- | ------- |
| Olimpo             | 2009–10           | 2                   | 0                   | 1                   | —                | —                | —                | —                           | —                           | —                           | —                  | —                  | —                  | 2     | 0     | 1       |
| Olimpo             | 2010–11           | 25                  | 3                   | 4                   | —                | —                | —                | —                           | —                           | —                           | —                  | —                  | —                  | 25    | 3     | 4       |
| Olimpo             | 2011–12           | 26                  | 4                   | 0                   | —                | —                | —                | —                           | —                           | —                           | —                  | —                  | —                  | 26    | 4     | 0       |
| Olimpo             | Total             | 53                  | 7                   | 5                   | 0                | 0                | 0                | 0                           | 0                           | 0                           | 0                  | 0                  | 0                  | 53    | 7     | 5       |
| San Lorenzo        | 2012–13           | 9                   | 0                   | 0                   | —                | —                | —                | —                           | —                           | —                           | —                  | —                  | —                  | 9     | 0     | 0       |
| San Lorenzo        | Total             | 9                   | 0                   | 0                   | 0                | 0                | 0                | 0                           | 0                           | 0                           | 0                  | 0                  | 0                  | 9     | 0     | 0       |
| Arsenal de Sarandí | 2012–13           | 18                  | 4                   | 0                   | 4                | 0                | 0                | 5                           | 2                           | 0                           | —                  | —                  | —                  | 27    | 6     | 0       |
| Arsenal de Sarandí | 2013–14           | 36                  | 10                  | 6                   | —                | —                | —                | 9                           | 2                           | 1                           | 1                  | 0                  | 0                  | 46    | 12    | 7       |
| Arsenal de Sarandí | Total             | 54                  | 14                  | 6                   | 4                | 0                | 0                | 14                          | 4                           | 1                           | 1                  | 0                  | 0                  | 73    | 18    | 7       |
| Belgrano           | 2014–15           | 18                  | 8                   | 1                   | —                | —                | —                | —                           | —                           | —                           | —                  | —                  | —                  | 18    | 8     | 1       |
| Belgrano           | Total             | 18                  | 8                   | 1                   | 0                | 0                | 0                | 0                           | 0                           | 0                           | 0                  | 0                  | 0                  | 18    | 8     | 1       |
| Veracruz           | 2014–15           | 18                  | 10                  | 3                   | —                | —                | —                | —                           | —                           | —                           | —                  | —                  | —                  | 18    | 10    | 3       |
| Veracruz           | 2015–16           | 34                  | 12                  | 3                   | 6                | 2                | 0                | —                           | —                           | —                           | 1                  | 0                  | 0                  | 41    | 14    | 3       |
| Veracruz           | 2016–17           | 17                  | 6                   | 2                   | 4                | 3                | 0                | —                           | —                           | —                           | —                  | —                  | —                  | 21    | 9     | 2       |
| Veracruz           | Total             | 69                  | 28                  | 8                   | 10               | 5                | 0                | 0                           | 0                           | 0                           | 1                  | 0                  | 0                  | 80    | 33    | 8       |
| Santos Laguna      | 2016–17           | 19                  | 5                   | 2                   | 5                | 3                | 0                | —                           | —                           | —                           | —                  | —                  | —                  | 24    | 8     | 2       |
| Santos Laguna      | 2017–18           | 38                  | 19                  | 5                   | 10               | 2                | 0                | —                           | —                           | —                           | 1                  | 0                  | 0                  | 49    | 21    | 5       |
| Santos Laguna      | 2018–19           | 33                  | 18                  | 6                   | 1                | 0                | 0                | 6                           | 5                           | 1                           | —                  | —                  | —                  | 40    | 23    | 7       |
| Santos Laguna      | 2019–20           | 29                  | 13                  | 3                   | 3                | 0                | 0                | —                           | —                           | —                           | —                  | —                  | —                  | 32    | 13    | 3       |
| Santos Laguna      | 2020–21           | 18                  | 5                   | 4                   | —                | —                | —                | —                           | —                           | —                           | —                  | —                  | —                  | 18    | 5     | 4       |
| Santos Laguna      | Total             | 137                 | 60                  | 20                  | 19               | 5                | 0                | 6                           | 5                           | 1                           | 1                  | 0                  | 0                  | 163   | 70    | 21      |
| Atlas              | 2020–21           | 7                   | 2                   | 0                   | —                | —                | —                | —                           | —                           | —                           | —                  | —                  | —                  | 7     | 2     | 0       |
| Atlas              | 2021–22           | 42                  | 16                  | 7                   | —                | —                | —                | —                           | —                           | —                           | —                  | —                  | —                  | 42    | 16    | 7       |
| Atlas              | 2022–23           | 29                  | 5                   | 3                   | —                | —                | —                | 4                           | 2                           | 0                           | 1                  | 0                  | 0                  | 34    | 7     | 3       |
| Atlas              | 2023–24           | 2                   | 0                   | 0                   | —                | —                | —                | —                           | —                           | —                           | —                  | —                  | —                  | 2     | 0     | 0       |
| Atlas              | Total             | 80                  | 23                  | 10                  | 0                | 0                | 0                | 4                           | 2                           | 0                           | 1                  | 0                  | 0                  | 85    | 25    | 10      |
| Santos             | 2023              | 22                  | 3                   | 0                   | —                | —                | —                | —                           | —                           | —                           | —                  | —                  | —                  | 22    | 3     | 0       |
| Santos             | 2024              | 0                   | 0                   | 0                   | —                | —                | —                | —                           | —                           | —                           | 0                  | 0                  | 0                  | 0     | 0     | 0       |
| Santos             | Total             | 22                  | 3                   | 0                   | 0                | 0                | 0                | 0                           | 0                           | 0                           | 0                  | 0                  | 0                  | 22    | 3     | 0       |
| Total na carreira  | Total na carreira | 442                 | 143                 | 50                  | 33               | 10               | 24               | 11                          | 2                           | 0                           | 4                  | 0                  | 0                  | 503   | 164   | 52      |

- a. ^ Jogos da Copa Argentina e da Copa MX
- b. ^ Jogos da Copa Libertadores da América e da Liga dos Campeões da CONCACAF
- c. ^ Jogos de outros torneios

## Títulos
Olimpo
- Primera B Nacional: 2009–10

Arsenal de Sarandí
- Copa Argentina: 2012–13

Veracruz
- Copa MX: Clausura 2016

Santos Laguna
- Liga MX: Clausura 2018

Atlas
- Liga MX: Apertura 2021, Clausura 2022
- Campeón de Campeones: 2022

Santos
- Campeonato Brasileiro - Série B: 2024

### Prêmios individuais
- Seleção da Liga MX: Clausura 2015, Clausura 2018, Apertura 2018, Apertura 2021
- Seleção da Liga dos Campeões da CONCACAF: 2019
- Liga MX All-Star: 2022[46]